# 親和
亲和是社会学的一个名词。它指的是在“精神方面的”亲情、兴趣和其他人际共同点。亲和的特点在于在一个联系密切团体的高度亲密和共享，这个团体也成为亲和团体。它不同于法律上或平时所指的婚姻关系。社会亲和力被普遍和婚姻联系起来。

## 学说
在《现代社会的社会亲和力》（Social affinity in a modern world）这本书中，波斯顿大学教授，詹姆斯·阿伦·维拉-麦康奈尔（James Allan Vela-McConnell）探索出“社会亲和力”的概念的出现。它联通了古典社会学和社会心理学之间的桥梁，确定了基于情绪和道义上的社会结合的概念。

## 遗传
遗传亲和力是一种遗传性的关系。
例如，mtDNA和Y染色体多态性显示出在基因方面，瑞士人和中欧人（尤其是德国人）具有遗传亲和力。这些结论在挪威人之间也有效。